# ブラック・プリンス (軽巡洋艦)
|          | |
| 艦歴     | |
| 発注     | |
| 起工     | 1939年12月1日                                                                                           |
| 進水     | 1942年8月27日                                                                                           |
| 就役     | 1943年11月30日                                                                                          |
| 貸与     | ニュージーランド海軍に貸与 (1946年5月25日 - 1961年4月1日)                                               |
| 退役     | 1962年3月                                                                                               |
| その後   | 1962年4月スクラップとして売却                                                                           |
| 性能諸元 | |
| 排水量   | 基準 5,950トン 満載 7,200トン                                                                           |
| 全長     | 512 ft (156 m)                                                                                          |
| 全幅     | 50.5 ft (15.4 m)                                                                                        |
| 吃水     | 14 ft (4.3 m)                                                                                           |
| 機関     | アドミラリティ三胴式重油専焼水管缶 パーソンズ式オール・ギヤードタービン 62,000 shp(46MW)                |
| 最大速力 | 32.25ノット (60 km/h)                                                                                   |
| 航続距離 | 4,240マイル/16ノット (6,824 km)                                                                         |
| 乗員     | 530名                                                                                                   |
| 兵装     | (竣工時) 5.25インチ連装砲 4基 20mm連装機関砲 6基 2ポンド4連装ポムポム砲 3基 21インチ3連装魚雷発射管 2基 |

ブラック・プリンス (HMS Black Prince, 81) は、イギリス海軍の軽巡洋艦。ベローナ級（改ダイドー級）。

## 艦歴
ハーランド・アンド・ウルフ社で建造。1939年12月1日起工。1942年8月27日進水。1943年11月20日竣工。
就役後、イギリス海峡で活動。1944年4月26日、「ブラック・プリンス」と駆逐艦「アシャンティ」、「アサバスカン」、「ハイダ」、「ヒューロン」はドイツ水雷艇「T24」、「T27」、「T29」と交戦し「T29」を撃沈した。「ブラック・プリンス」には被害はなかった。
また、1944年2月にはソ連に向かうJW57船団を、3月にはソ連から戻るRA57船団を護衛した。
ノルマンディー上陸作戦、南フランスへの上陸作戦（ドラグーン作戦）に参加した後、「ブラック・プリンス」はエーゲ海へ移った。
1944年11月にはインド洋へ移り、日本軍の占領地域への攻撃作戦（アウトフランク作戦、ロブソン作戦、レンティル作戦、メリディアン作戦）に参加した。戦争末期には沖縄戦や日本本土に対する攻撃作戦にも参加した。
1946年、ニュージーランドに貸与される。1961年にイギリスに返還され、1962年にスクラップとして売却。日本で解体された。